# Asistencialidad escolar en Chile
La asistencialidad escolar en Chile se refiere a una de las principales metas que se propuso el Estado de Chile desde su formación durante el siglo XIX.
A través de esta, intentó consolidar el proceso de escolarización en el país, pues uno de los principios de la República era la alfabetización de la población. En la época, muchas familias preferían no mandar a sus hijos a las instituciones educativas por falta de recursos o porque estos estaban dedicados a actividades de trabajo. En respuesta, los gobiernos implementaron nuevas políticas a lo largo de su historia en el esfuerzo de garantizar la asistencia de las personas a la escuela.

## Historia

### Conformación del Estado Docente en Chile

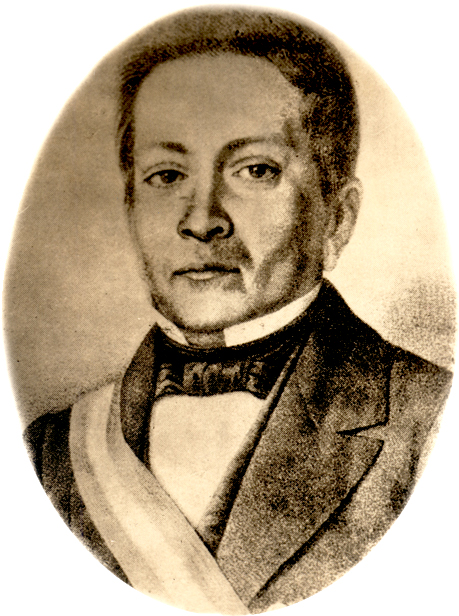
Manuel Montt

Durante la segunda mitad del siglo XIX e inicios del siglo XX, en Chile se estableció un sistema educativo público y gratuito, con el estado como el principal encargado de regular la educación. Bajo el mandato del presidente Manuel Montt y sobre la norma de la Ley General de Educación Primaria, se crearon cientos de nuevas escuelas que permitieran formar a nuevos alumnos, incluso para aquellos que residían en zonas rurales, por lo cual aumentó la cantidad de menores matriculados.
Si en 1854, la escolarización alcanzaba 93,5 niños de cada mil, en 1907 era de 290 aproximadamente, mientras las habilidades de lectura y escritura se habían expandido desde 127,6 hasta 456 en el mismo período.
Aun así, la normativa tuvo diversas críticas, al igual que sus números, los cuales no parecían ser proporcionales al nivel de inversión.

### Ley de Instrucción Primaria Obligatoria (1920).
La Ley de Instrucción Primaria Obligatoria es una ley chilena la cual estableció que el estado garantizara que cada niño y niña tuviera acceso gratuito a centros educacionales.
Se aprobó en 1920, bajo la presidencia de Arturo Alessandri Palma, después de 18 años guardada en el parlamento, la Ley de Instrucción Primaria Obligatoria, la cual estableció regulaciones mucho más específicas con tal de que el estado pudiera garantizar, al menos, 4 años de educación para los jóvenes.

## Alimentación como política de asistencialidad escolar
Una de las principales problemáticas que tuvo Chile durante el siglo XX fue la desnutrición infantil, esto porque las familias no tenían cómo alimentar a sus hijos, es por ello que nacieron iniciativas tanto públicas como privadas que tuvieron como fin repartir raciones de comida y levantar comedores escolares. 
Para el año 1908 se creó una agrupación llamada “Olla Infantil” la cual tuvo como propósito entregar alimento a los niños más pobres que asistían a las escuelas primarias, esta idea fue éxito, con el paso de los meses fue replicada y durante el mismo año se fundó la “Sociedad de Ollas Infantiles” que ya para el año 1929 contaba con 30 instalaciones en escuelas tanto públicas como privadas.
Eloísa Díaz, médica y directora del servicio médico escolar de Chile, desde 1911 fue pionera en la lucha en contra de la educación de caridad que era de carácter religioso, para ello emitió informes al respecto y financió la primera cantina escolar pública en la escuela N°97. La política se volvió a expandir con el Medio Litro de Leche, instaurado durante el gobierno de Salvador Allende.

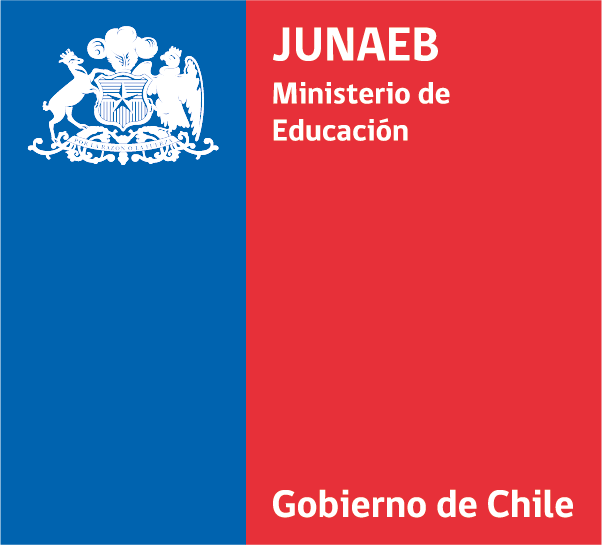
Logo de la JUNAEB.

### Junta Nacional de Auxilio Escolar y Becas (JUNAEB)
Durante el primer gobierno de Carlos Ibáñez del Campo se instauró en el país el concepto de Auxilio Escolar, por lo que creó la Dirección General de Educación Primaria y las Juntas Comunales de Educación, las cuales fueron responsables de la alimentación escolar y otros auxilios que necesitaban los alumnos de escuelas públicas, siendo este uno de los sistemas precursores a lo que hoy en día se conoce como la Junta Nacional de Auxilio Escolar y Becas (JUNAEB). Este organismo es dependiente de la administración del Estado chileno. Fue creado en 1964 por la Ley N.º 15.720, siendo la institución encargada de velar por la responsable administración de los recursos que van destinados para los niños, niñas y jóvenes chilenos en condición de vulnerabilidad, todo esto con la intención de que los escolares ingresaran, permanecieran y tuvieran éxito en el sistema educativo. 
Para el año 1980, JUNAEB dio paso a que sus lineamientos, programas y gestiones fueran llevadas a cabo por entidades privadas. Para 1990, con el retorno a la democracia, se generó una ampliación en cuanto al servicio alimenticio, se reintegró el programa de salud del estudiante, además de que se creó el programa de campamentos juveniles y el programa de vivienda estudiantil. A principios de la década del 2000, se generó un aumento en cuanto a presupuesto, por su parte las becas de alimentación ya comprendía a más de un millón de escolares.